# Planète géante gazeuse

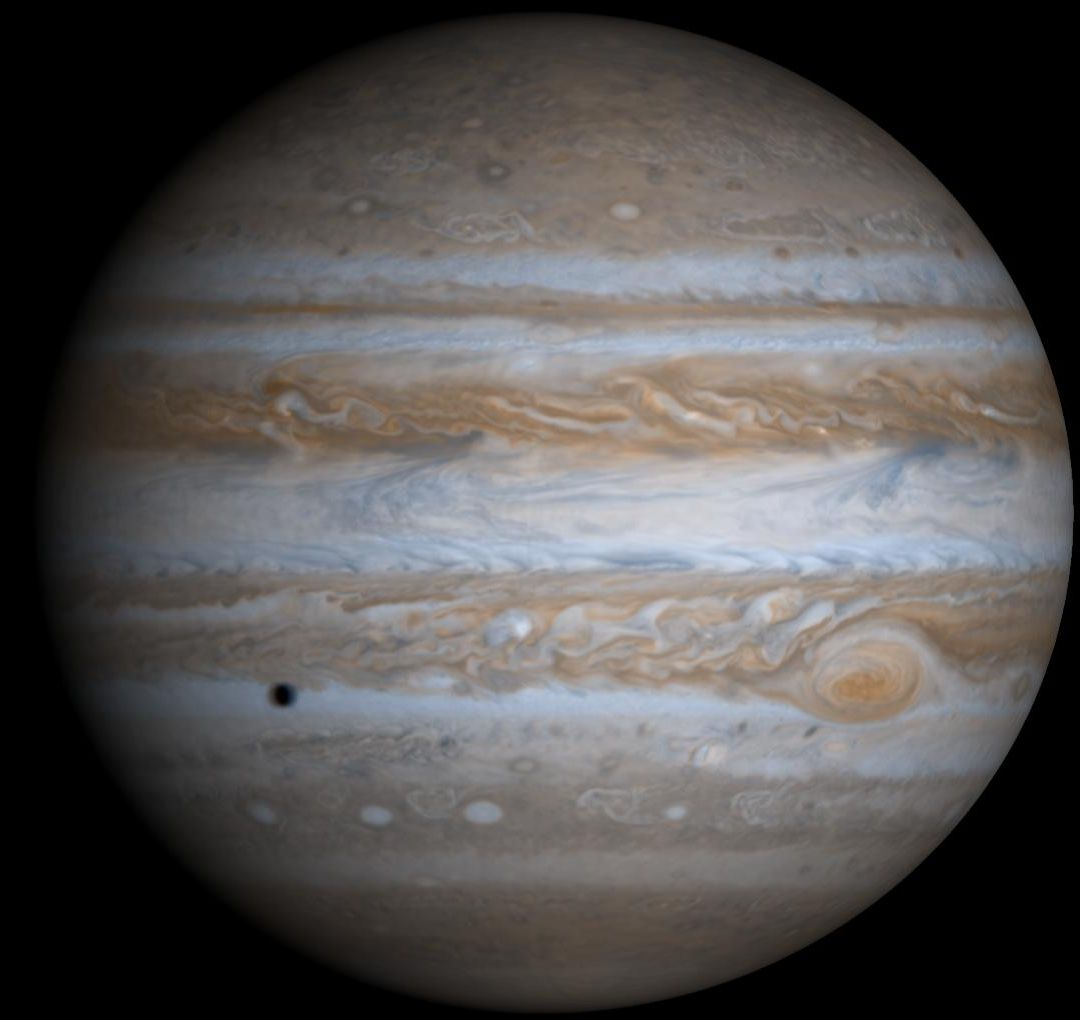
Jupiter, la plus grande des deux géantes gazeuses du système solaire.

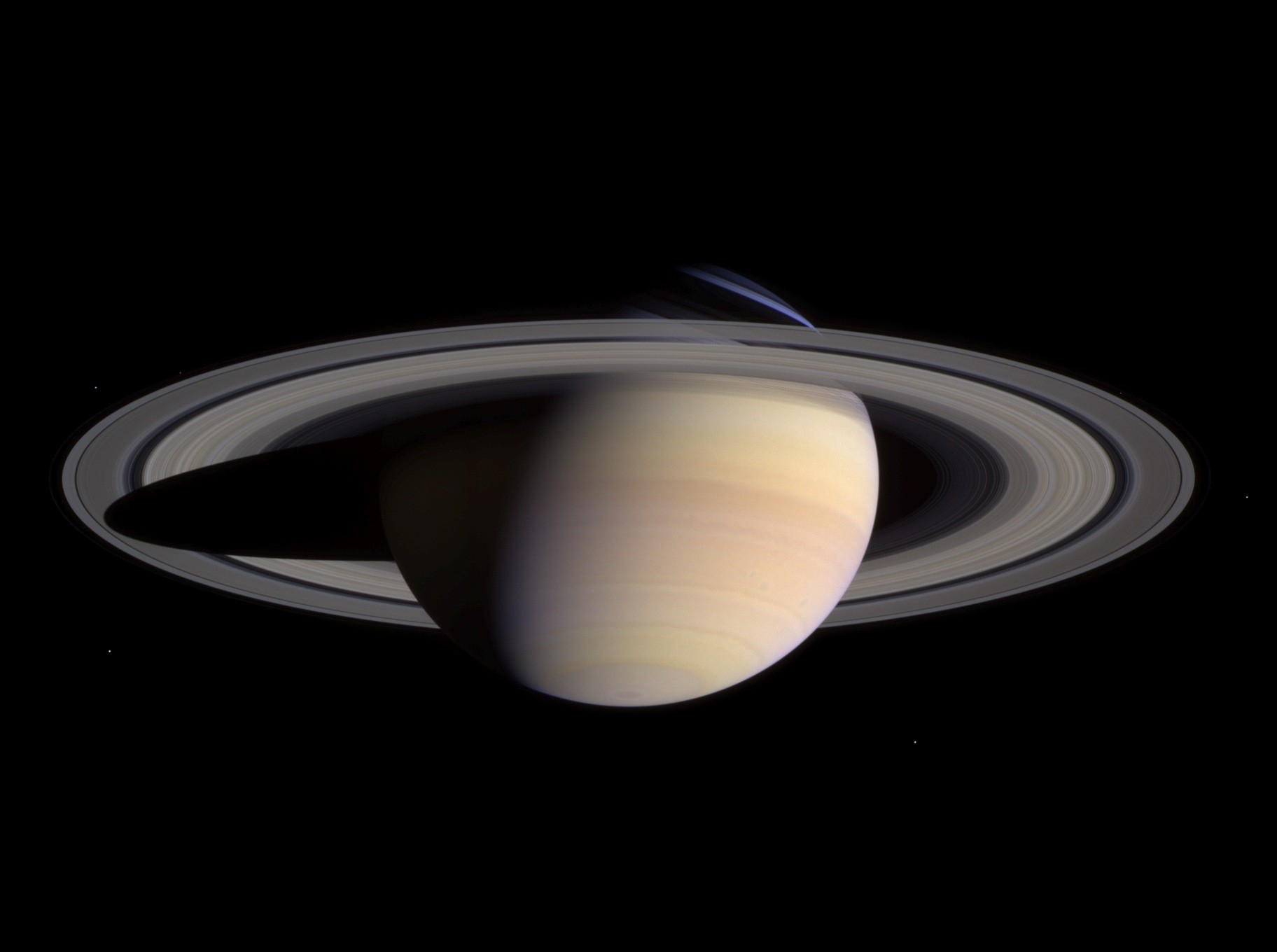
Saturne, la seconde géante gazeuse du système solaire.

Une planète géante gazeuse (abrégée en géante gazeuse en l’absence d’ambiguïté), également nommée planète jovienne voire géante jovienne en référence à Jupiter, est une planète géante composée essentiellement d’hydrogène et d’hélium. Les géantes gazeuses ne sont en fait constituées de gaz que sur une certaine épaisseur, en dessous leur matière est liquide ou solide.
Le Système solaire a deux représentants de cette catégorie : Jupiter et Saturne.

## Terminologie
En 1952, l'écrivain de science-fiction James Blish forgea le nom de « géante gazeuse », utilisé pour faire référence aux grosses planètes non telluriques du Système solaire. Le nom de cette classe était alors synonyme de « planète géante ». Cependant, à la fin des années 1940, il devint clair qu'étant essentiellement constituées d’éléments volatils plus lourds que l'hydrogène et l'hélium, Uranus et Neptune sont très différentes de Jupiter et Saturne et constituent à ce titre un groupe distinct de planètes géantes. Étant donné que lors de leur formation, Uranus et Neptune ont incorporé des matériaux  — tels que l’eau, le méthane et l’ammoniac — sous forme de glaces ou de gaz piégé dans de la glace d'eau et qu’on appelle, en planétologie, des glaces, le nom de « géante de glaces » fut utilisé,. L'usage le plus ancien connu de « géante de glaces » (ice giant en VO en anglais) date de 1978, et le terme devint d'usage courant dans les années 1980.

## Composition et structure
Jupiter et Saturne sont constituées principalement d’hydrogène et d’hélium, les éléments plus lourds ne représentant qu’entre 3 et 13 % de leur masse. Leur structure interne serait formée par une couche externe d’hydrogène moléculaire gazeux, lequel deviendrait liquide avec la profondeur, surmontant une couche d’hydrogène métallique liquide entourant probablement un noyau de roches et de glaces.
La couche extérieure, autrement dit l’atmosphère, est caractérisée par la présence de plusieurs bandes nuageuses composées notamment d’eau et d’ammoniac.
Dans une partie de la couche liquide non métallique, l'hydrogène et l'hélium se séparent. Cette immiscibilité, prévue théoriquement depuis les années 1970 et vérifiée expérimentalement en 2021, devrait affecter une épaisseur d'environ 15 % du rayon jovien. Elle pourrait expliquer le déficit de l'atmosphère jovienne en hélium et en néon, et l'excès de luminosité de Saturne,.
La couche d’hydrogène métallique représente le « corps » de ces planètes, et le nom de métallique provient du fait qu’elle se situe dans une zone où la pression est telle que l’hydrogène se comporte comme un conducteur électrique. 
Le noyau central consisterait pour sa part en un mélange d’éléments plus lourds (notamment rocheux ou métalliques) à des températures (20 000 K) et des pressions telles que leurs propriétés sont peu connues.

## Sous-classes
Selon leur température de surface, les géantes gazeuses sont subdivisées (des plus chaudes aux plus froides) en Jupiter ultra-chauds, Jupiter chauds, Jupiter tièdes et Jupiter froids.
Les planètes géantes gazeuses les plus massives sont appelées super-Jupiter, ou planètes superjoviennes, alors que celles plus petites que Jupiter et Saturne peuvent être nommées sous-Jupiter ou planètes subjoviennes.
Il existerait des planètes de ce type particulièrement riches en hélium, voire composées presque exclusivement de ce gaz : on parle alors de planètes d'hélium.